# Рис (съзвездие)
Вижте пояснителната страница за други значения на Рис.
Рис е северно съзвездие, въведено през 17 век от Ян Хевелий. Според историческия анекдот, съзвездието е наречено така, защото се изисква да имаш много силно зрение ("като на рис"), за да различиш бледите звезди в него.

## Описание
СЪЗВЕЗДИЕТО РИС заема немалка област от северното звездно небе. Заобиколено е от съзвездията Голямата мечка, Малък лъв, Рак, Близнаци, Колар и Жираф.
Най-добре съзвездието Рис се вижда от януари до май. В ясна и безлунна нощ в него могат да се видят с просто око 60 звезди, но най-ярките от тях са между четвърта и пета звездна величина.
Най-ярките звезди в съзвездието Рис образуват една дълга начупена линия и много трудно е в нея да се види животното рис. Може би тази линия напомня само гърба на рис.

В съзвездието Рис няма никакви обекти, които да привличат вниманието на любителя-астроном.